# Honoré Daumier
Honoré Daumier (Marsella, 26 de febrer de 1808 - Valmondois, 10 de febrer de 1879) fou un caricaturista, pintor, dibuixant i escultor francès.
Honoré Daumier va néixer l'any 1808 a la ciutat de Marsella, però de nen va haver de traslladar-se a París juntament amb la seva família. A París, molt jove, treballà en un tribunal de justícia i de cadet en una llibreria, després es va dedicar a estudiar pintura i dibuix. D'aquesta manera, va donar inici a la seva carrera d'artista realitzant treballs en xilografia i il·lustracions d'anuncis publicitaris en els quals es nota la influència de Charlet.
El 1828, va començar les seves primeres litografies per al diari La Silohuette ('La Silueta'). El 1830, va iniciar la seva tasca a la revista humorística La Caricature, en què va adquirir merescut renom pels seus gravats i dibuixos plens de sàtira i crítica social (incloent-hi escenes domèstiques). El 1832 va començar a treballar en Le Charivari, periòdic humoristicopolític dirigit per Charles Philipon, particularment crític amb el govern de Lluís Felip I d'Orleans. Allí va tenir com a col·legues altres assenyalats caricaturistes: Raffet, Devéria i Grandville. Daumier va estar a la presó durant sis mesos precisament per haver realitzat una caricatura en la qual aquest monarca apareixia retratat com a Pantagruel (el golafre personatge de Rabelais).
El 1835, a conseqüència de la instal·lació de la censura a França, Daumier va evitar la caricatura política directa i en el seu lloc es va dedicar a ridiculitzar les convencions i costums llavors imperants.
Va retornar a la sàtira política amb la Revolució de 1848. A partir d'aquest mateix any, es va apassionar per la pintura, i va desenvolupar un estil molt influenciat per Delacroix, Corot, Millet, Rousseau i -en les seves últimes obres- per Fragonard (Estudi del pintor) i els impressionistes (per exemple, en La bugadera). En les seves obres, el pintor retrata escenes de la vida parisina, com les obres de teatre i tot el que les envoltava.
També són molt valorades les seves escultures i bustos de guix (escaiola) i bronze que realitzava principalment perquè li servissin de models en realitzar les seves il·lustracions.
Els seus gravats destaquen per la mordacitat descarnada i, no obstant això, de matisos exquisits i línies gens mancades de subtilesa. En treballar sarcàsticament els rostres, les expressions, els gestos, amb precises exageracions, aconsegueix transmetre la personalitat dels subjectes representats. És interessant notar en les seves litografies el savi ús de les combinacions cromàtiques per a assolir les seves comeses d'expressar situacions emotives en un àmbit social (existeix aquí un influx des de l'obra de Goya); les seves litografies tenen una qualitat molt pròxima a la pintura. Es caracteritzen per un patetisme assolit amb masses fosques i contrastos de colors freds i càlids, és així que si en els seus últims temps Daumier va rebre influxos dels impressionistes, ell prèviament havia ja influït en ells.
El 1865, conscient de la greu situació econòmica per la qual passaven Daumier i la seva esposa, el seu amic l'escultor Geoffroy Dechaume els va convèncer perquè anessin a viure a Valmondois (a Val-d'Oise), on el seu altre amic Corot els va prestar una petita casa en el mateix centre del poble. Allí va morir Daumier.

## Galeria

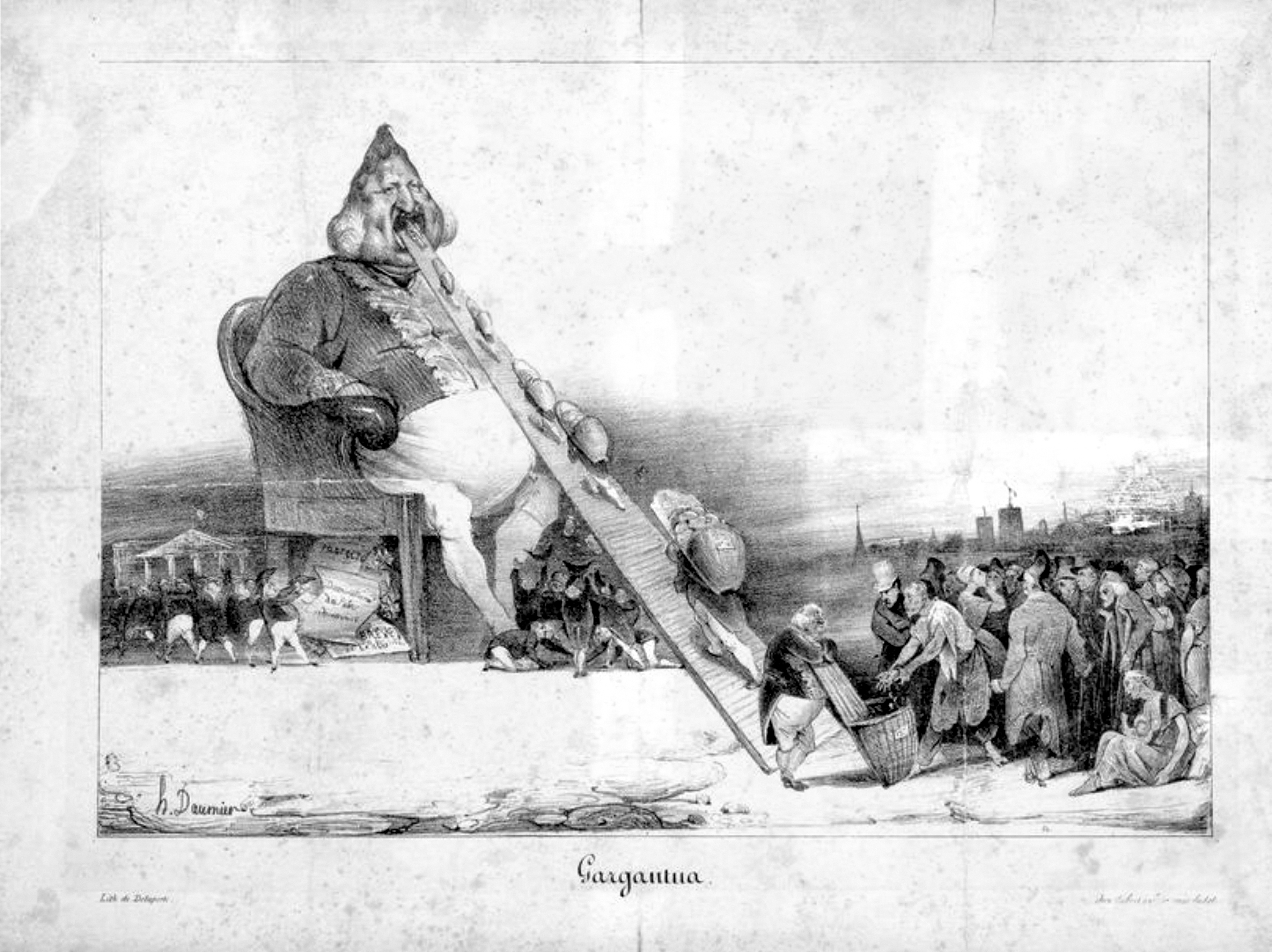
Gargantua. Caricatura de Lluís Felip I de França (1831)
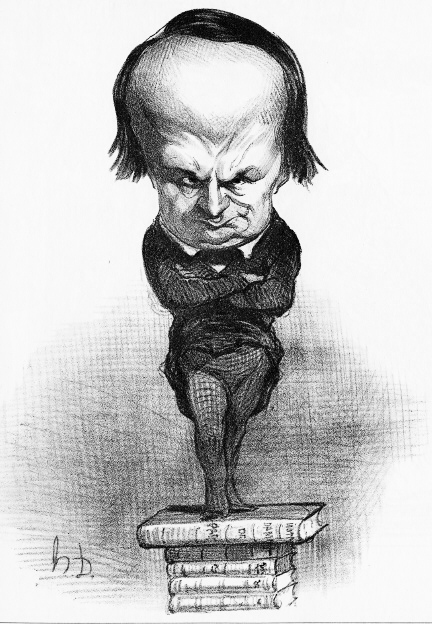
Victor Hugo. Le Charivari (20 de juliol de 1849)
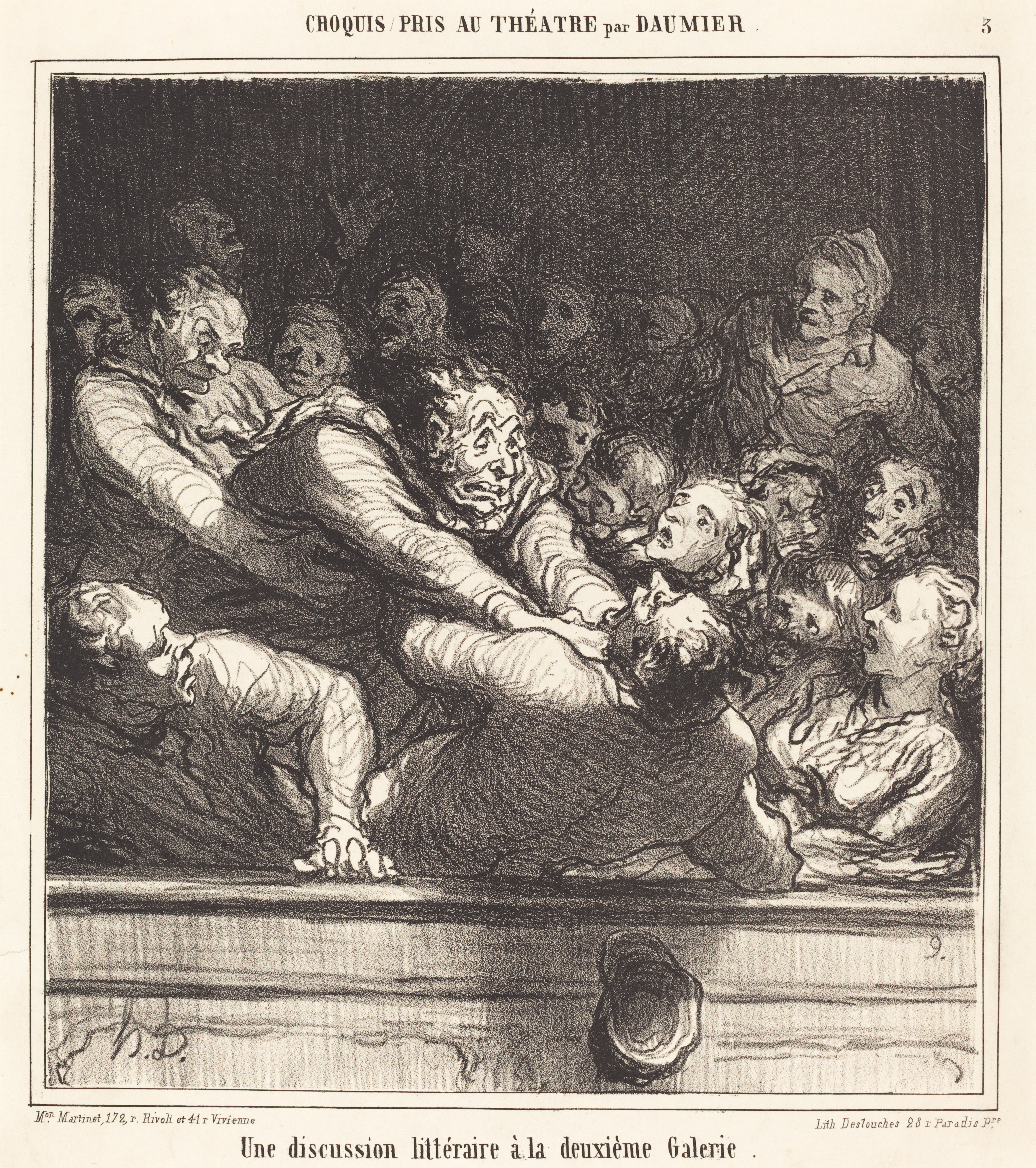
Une discussion littéraire. Le Charivari (27 de febrer de 1864)
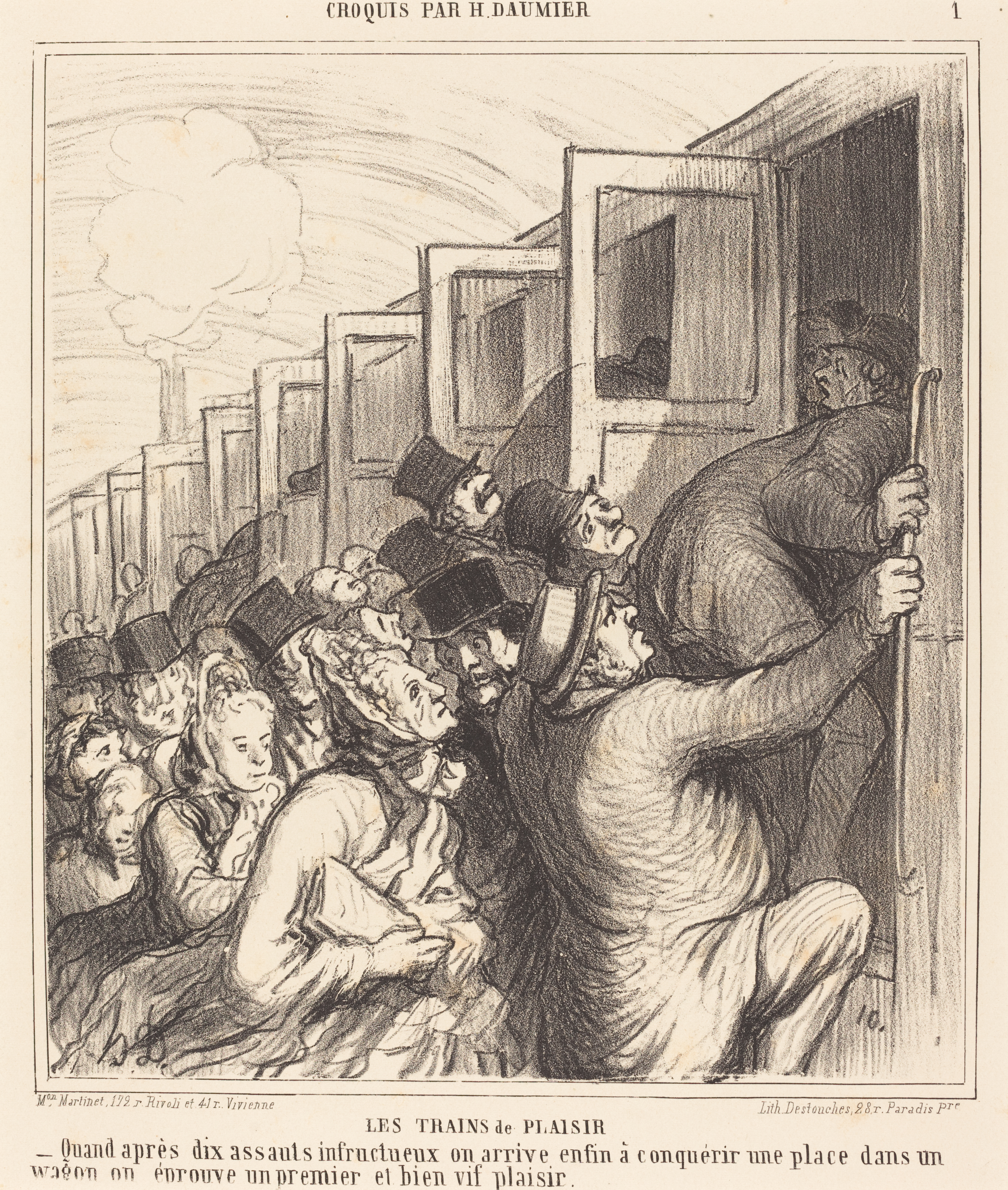
Les Trains de plaisir (1864)
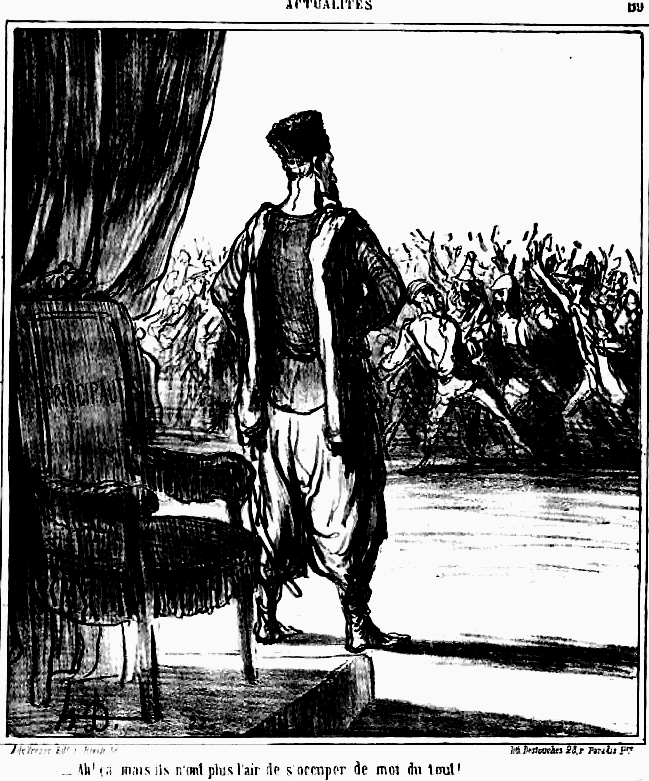
Ah ! ça… mais ils n'ont plus l'air de s'occuper de moi du tout! . Le Charivari (1866)
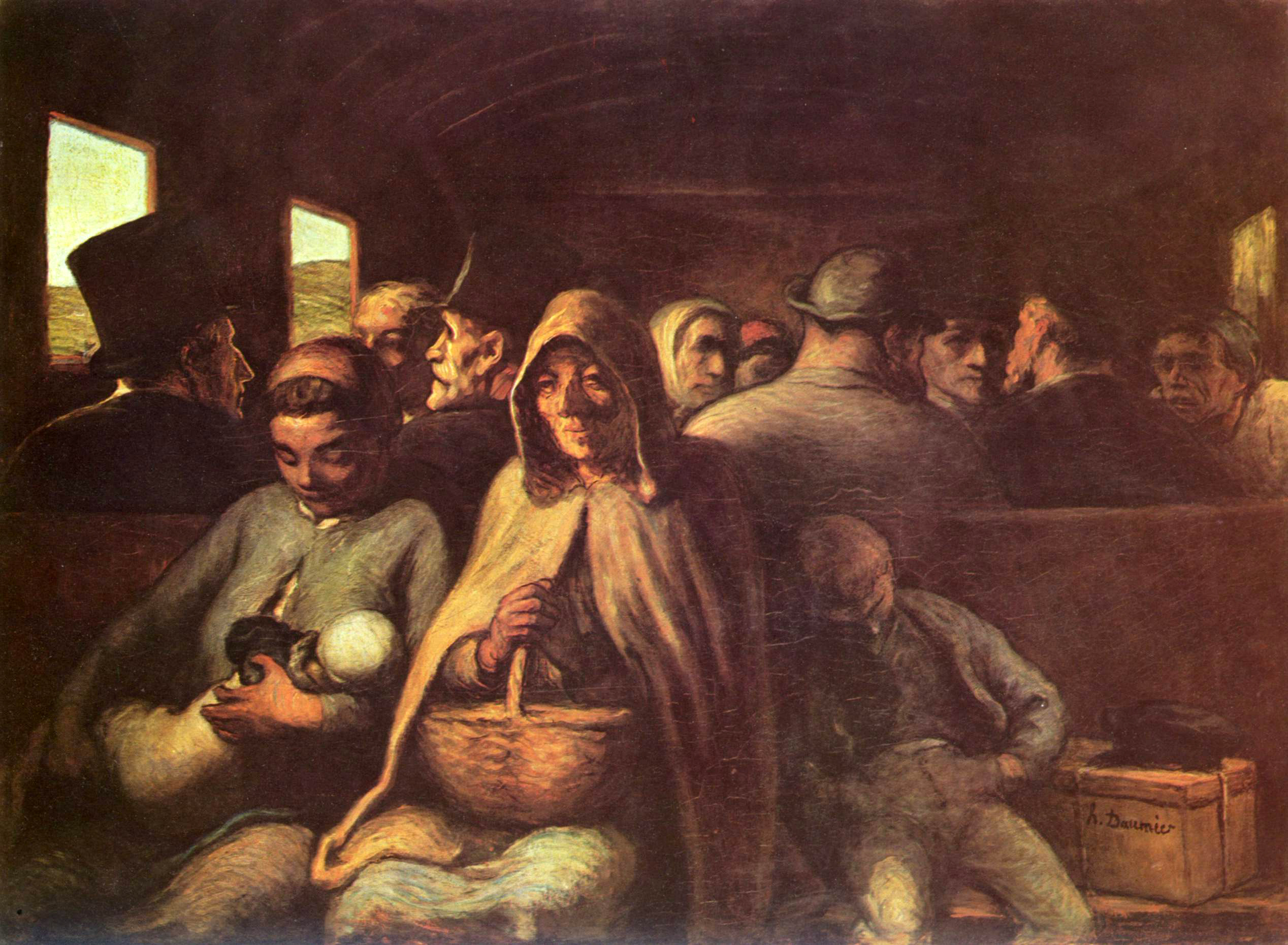
Le Wagon de troisième classe (1864)
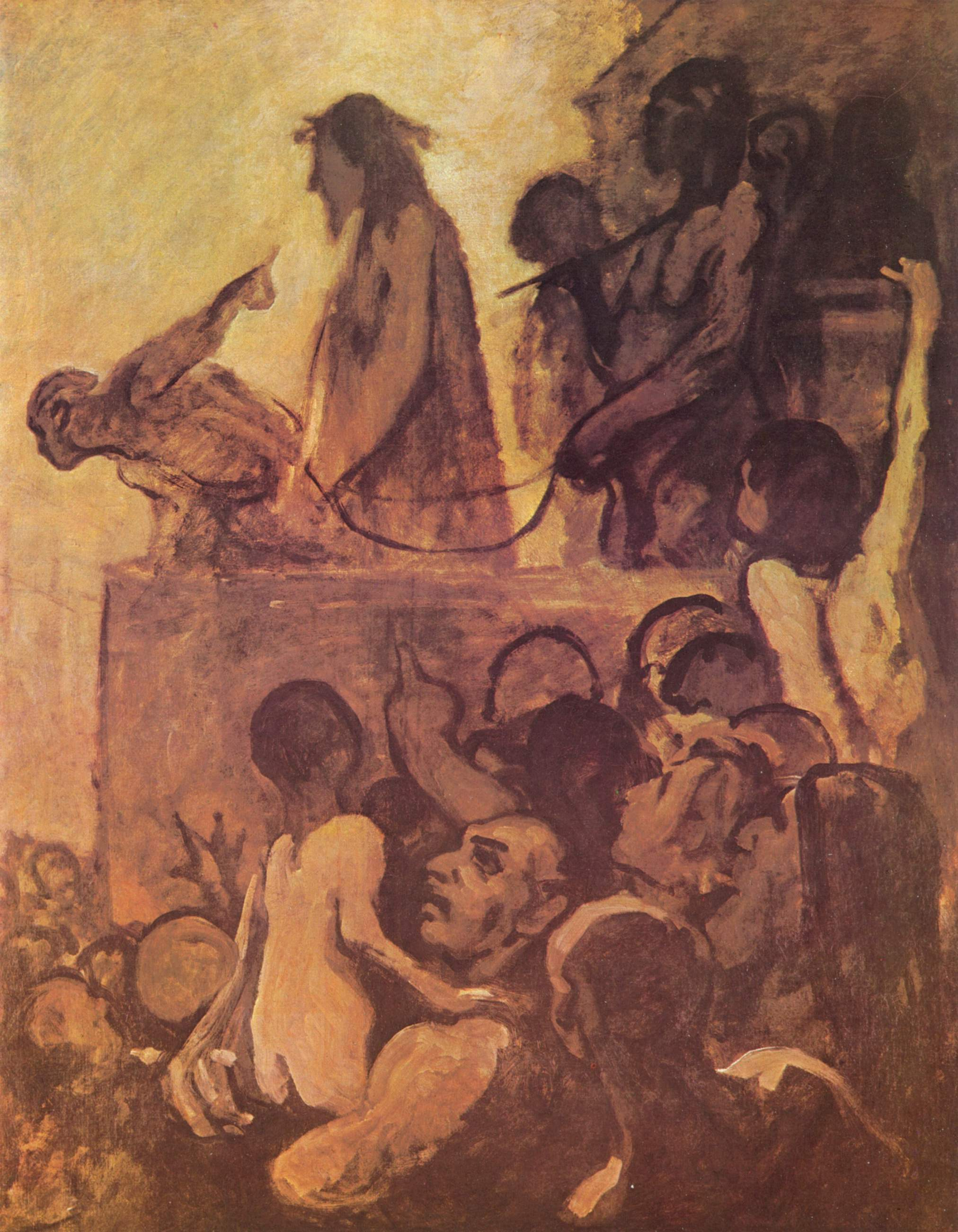
Cet homme! (1850)
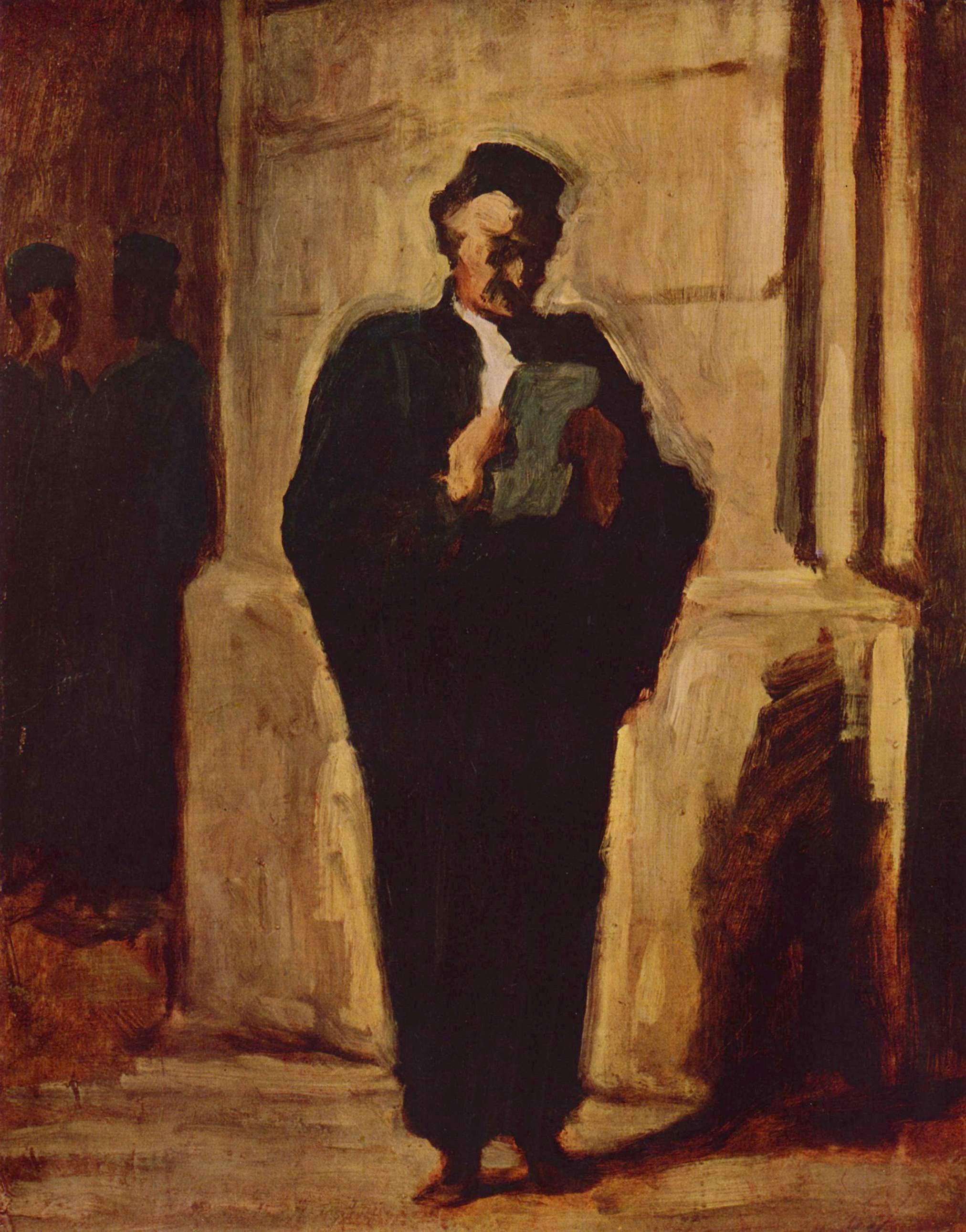
L'Avocat
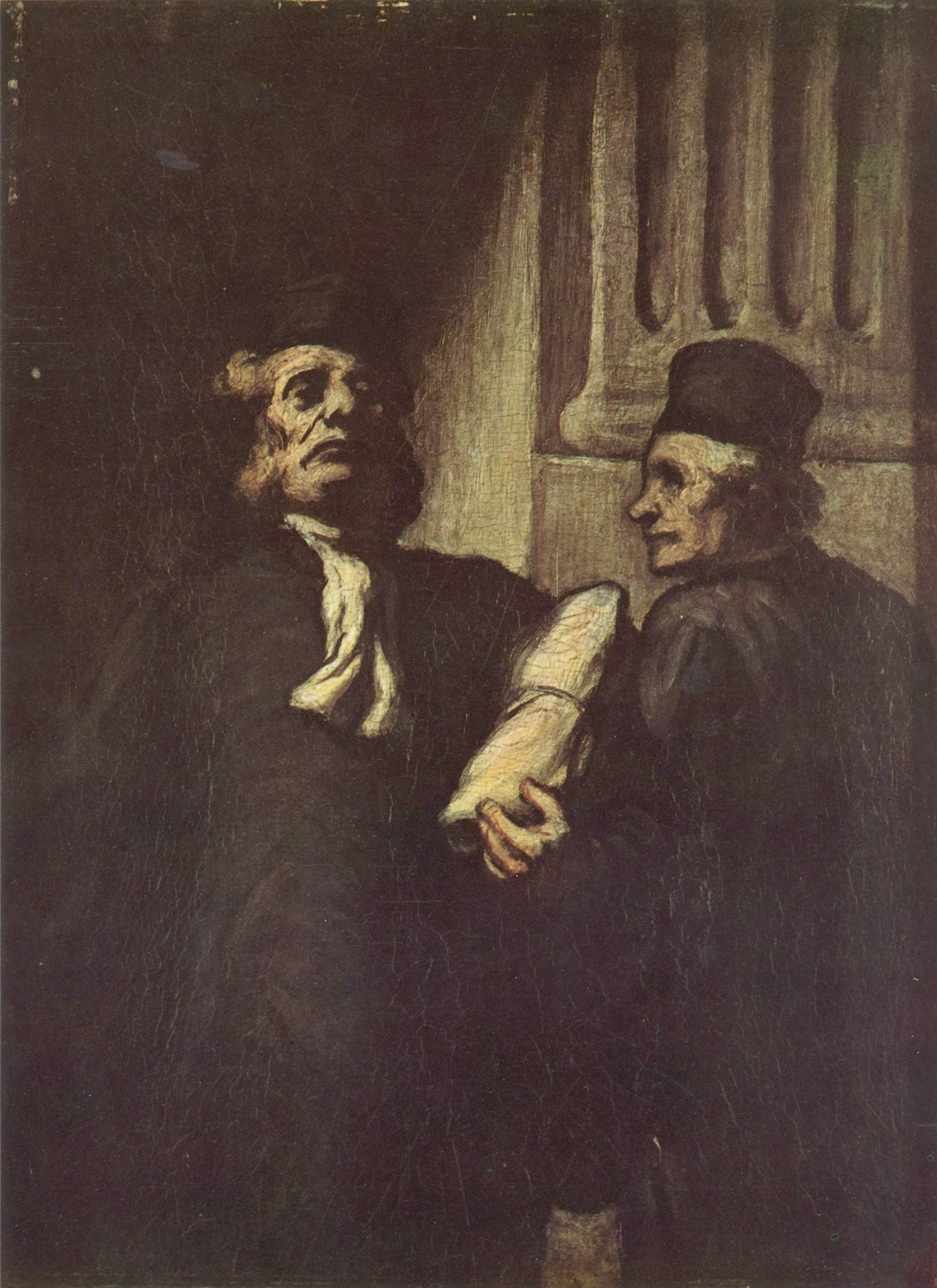
Les Avocats
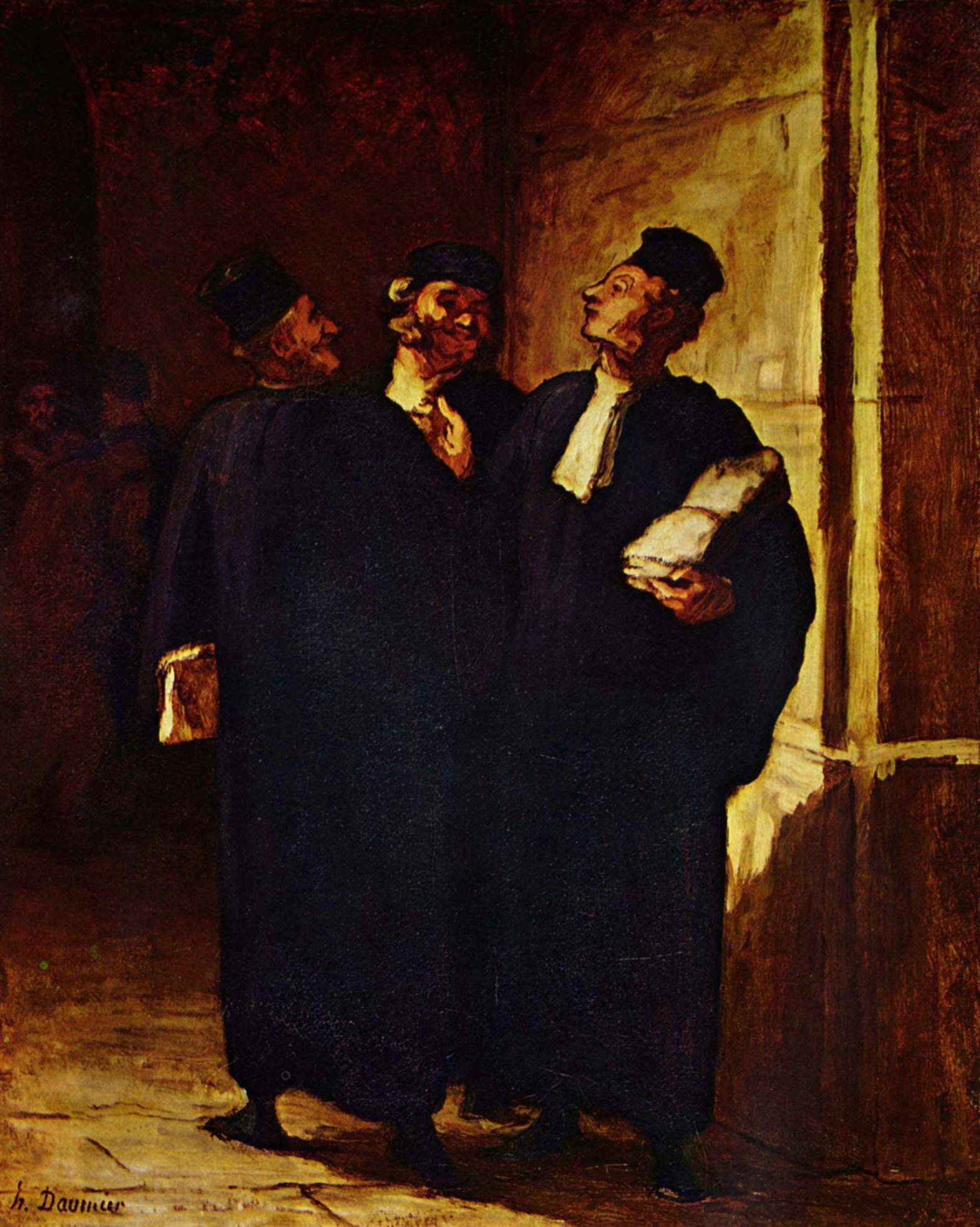
Trois avocats en consultation
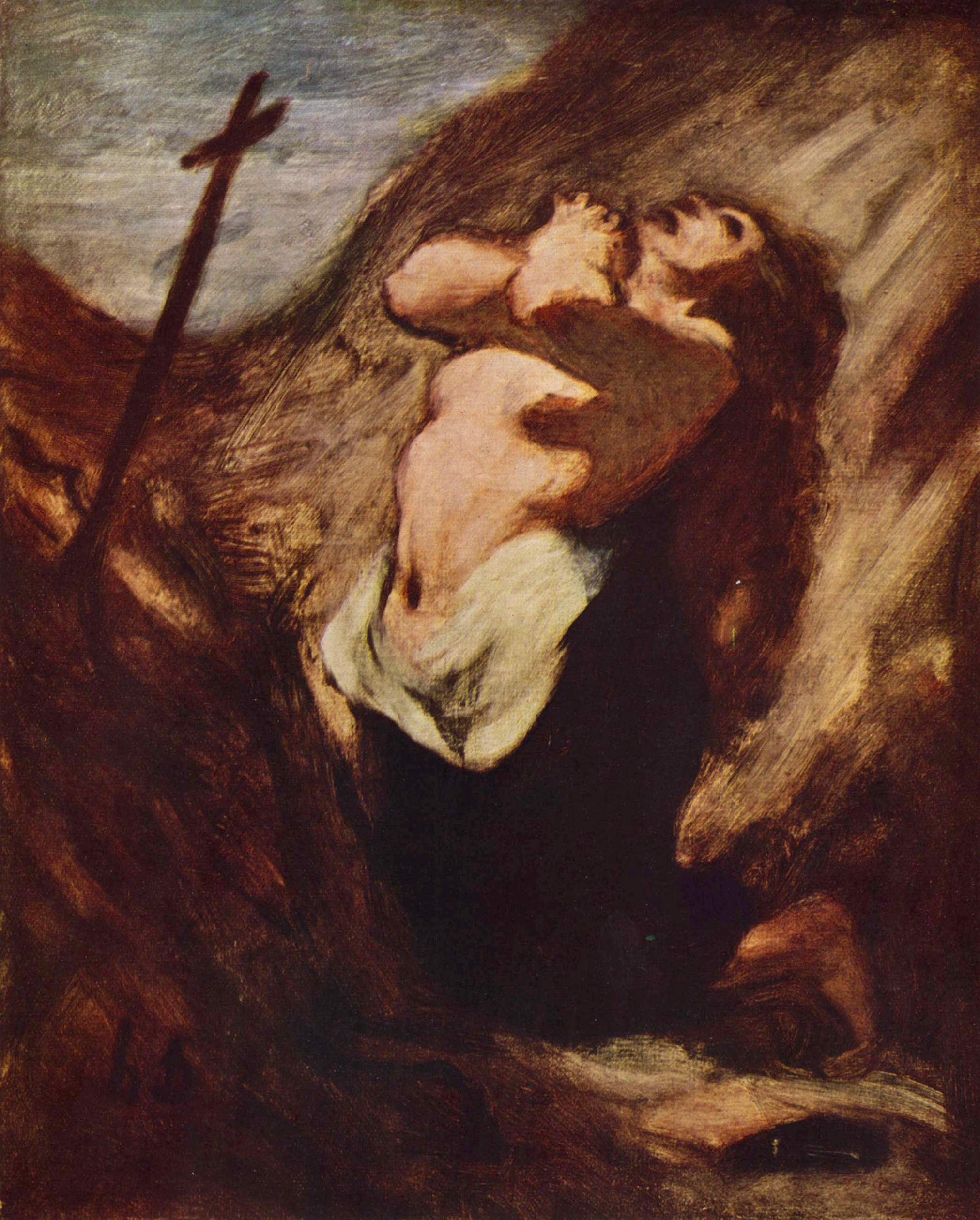
Marie Madeleine
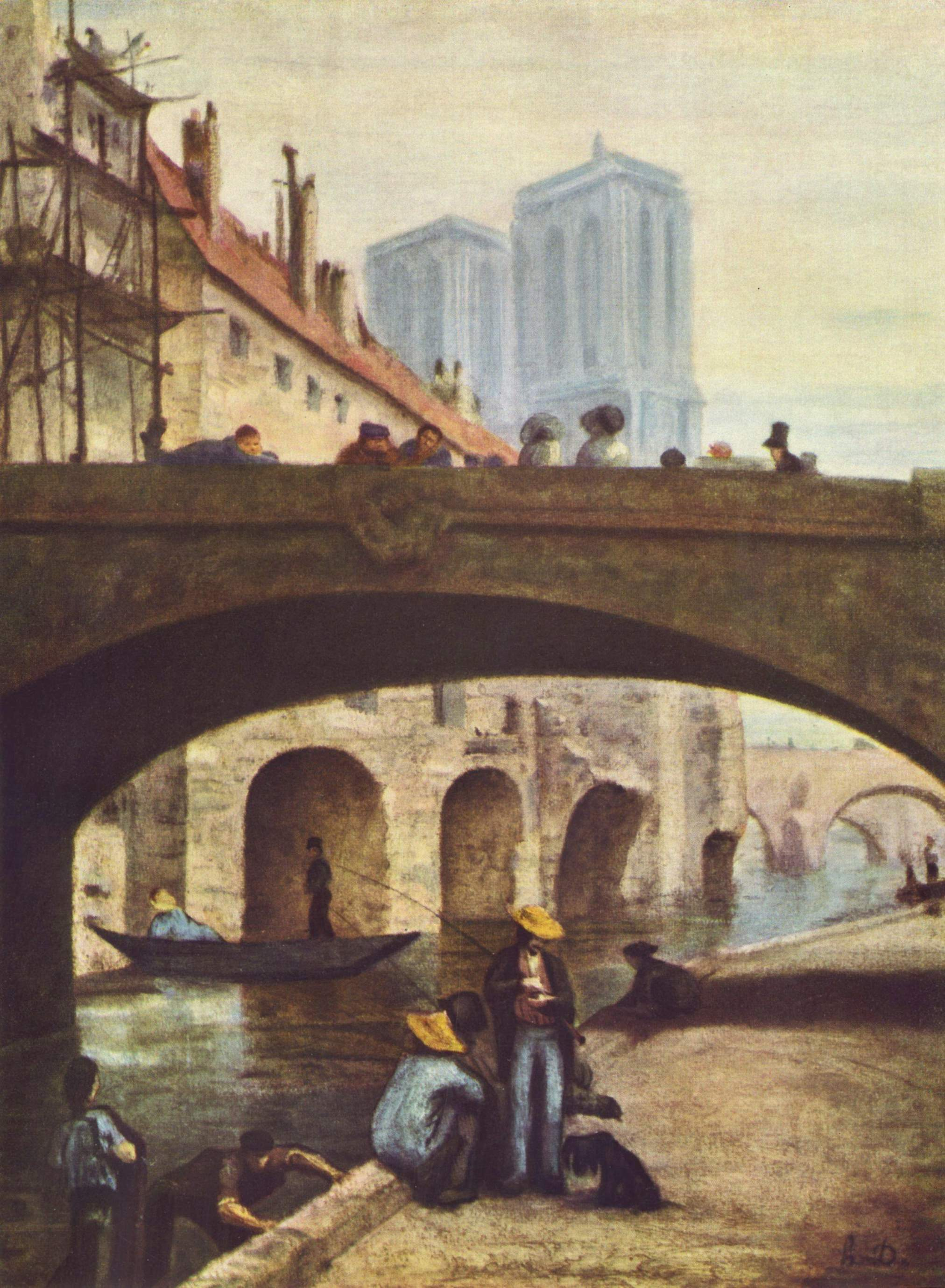
Le Peintre devant Notre-Dame. Musée Calvet (1834)
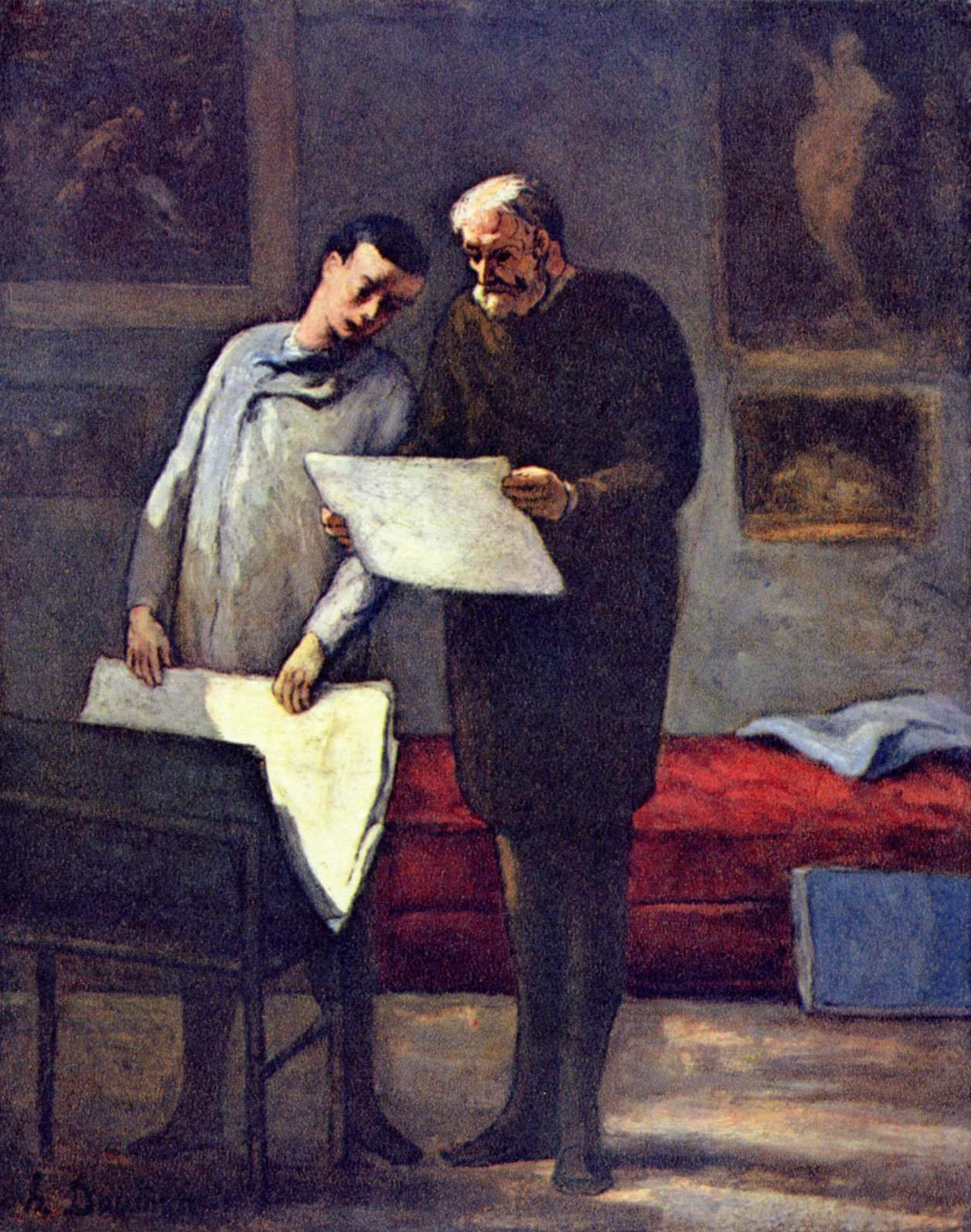
Un jeune artiste reçoit des conseils. National Gallery of Art, Washington DC (v. 1860)
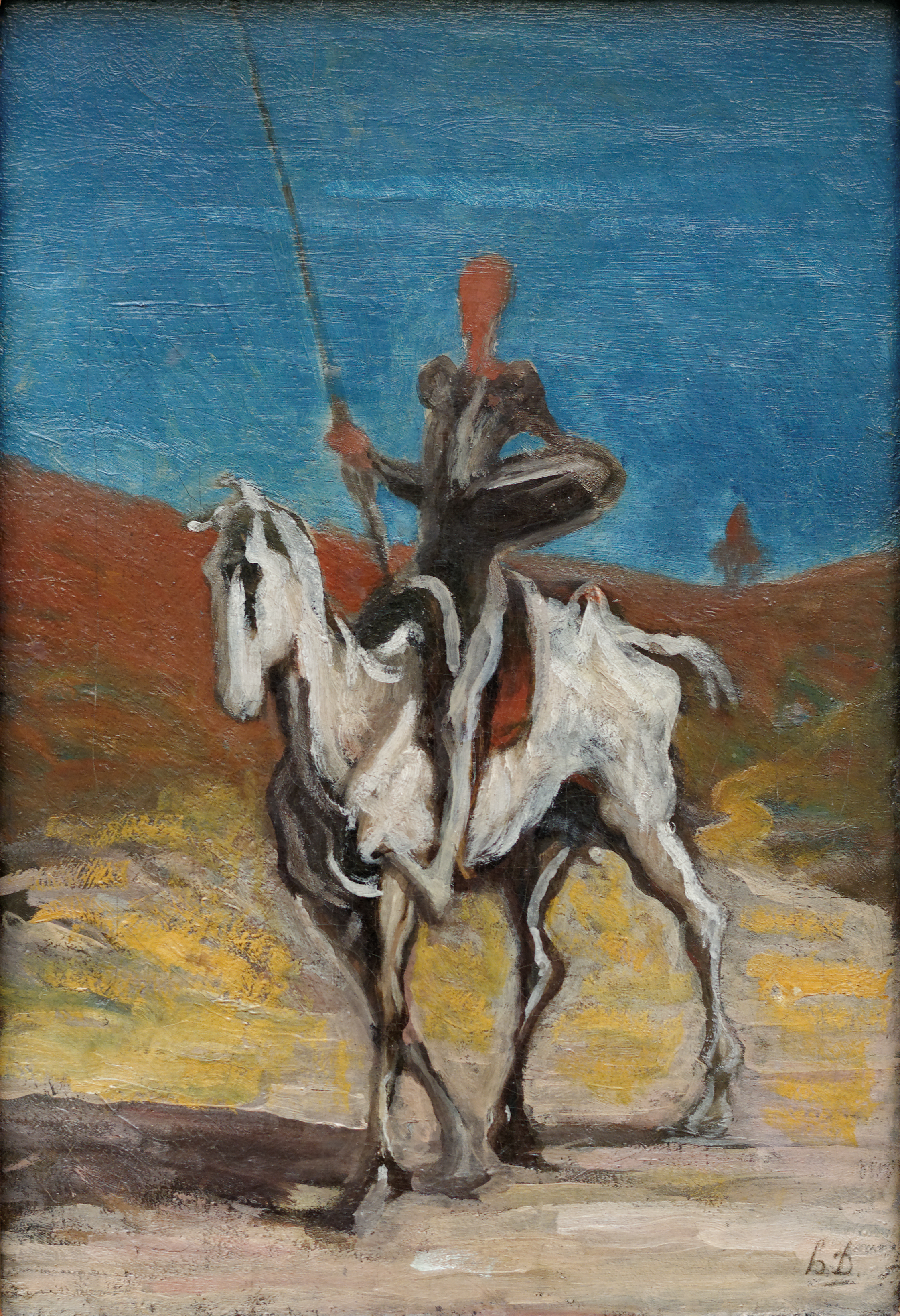
Don Quichotte (1868)